# آسمانی بی‌برگ
آسمانی بی‌برگ، الدروک (نام علمی:  Anabasis aphylla) نام یک گونه از سرده آسمانی است. جنس یا سردهٔ آسمانی در ایران ۸ گونه گیاه علفی یک ساله و چند ساله دارد. آسمانی بی‌برگ یکی از ۸ گونهٔ موجود در ایران است.